# エドゥアール・グリッサン
エドゥアール・グリッサン（Édouard Glissant、1928年9月21日－2011年2月3日）は、カリブ海のフランス領マルティニーク出身の作家、詩人、文芸評論家。彼は、多くの人達から、カリブ人の思想と文化を考える際に最も影響力の大きい存在だと考えられている。

## 経歴
エドゥアール・グリッサンは、フランス海外領のマルティニーク、サント＝マリーで生まれた。リセ・シェルシェール (奴隷制度廃止論者だったヴィクトル・シュルシェールにちなんで名付けられた学校だが、ここでは詩人のエメ・セゼールも学び、母校に教師となって戻ってきた)という国立学校で学んでいる。（セゼールは、この学校でレオン・ダマにも会っている）後に、パリで、詩人で、後にセネガルの初代大統領となるレオポール・セダール・サンゴールに合流し、ネグリチュードの概念を形作り、発展させていく。セゼールはグリッサンに直接教えたことはなかったが、しかし、グリッサンの向上意欲を刺激する存在であった（グリッサンは、セゼールの哲学のいろいろな面をたくさん、鋭く批判してはいたのだが）。当時、この学校にはまた、フランツ・ファノンも在籍していた。
グリッサンは、1946年にマルティニークを離れ、パリに向かう。パリで、彼は博士号を取得し、民族誌学（＝異文化・異人種論）を人類博物館で学び、歴史学と哲学をパリ大学で学んだ。1958年にルノードー賞を受賞している。グリッサンは、ポール・ニゲとともに、1959年に分離独立主義者の最前線である「自治のためのアンティロ・グイヤネーズ党」を設立した。その結果として、シャルル・ド・ゴールは、1961年から65年までの間、グリッサンがフランスから出国するのを禁じることになった。グリッサンは1965年にマルティニークに戻り、マルティニーク研究所、そして社会科学の出版を行うアコマを設立する。グリッサンは、自分の時間をマルティニーク、パリ、ニューヨークの3箇所に分散することになった。1995年以降、ニューヨーク市立大学大学院センターのフランス語教授を務める。2006年1月には、当時のフランス大統領であるジャック・シラクから、奴隷貿易の歴史を主に扱う新文化センターの総裁に就いて欲しいと依頼される。

## 来日
1996年11月に来日し、ジャック・ランシエール、アンリ・メショニックらと共に東京大学で講演をした。
2001年、加藤周一と日仏会館で講演と討論会をした。

## 受賞歴
- ルノードー賞  1958年 （La Lézarde(『レザルド川』)に対して）

## 日本語訳された作品
- 『全－世界論』恒川邦夫訳、みすず書房、2000年。評論
- 『<関係>の詩学』管啓次郎訳、インスクリプト（河出書房新社）、2000年
- 『レザルド川』恒川邦夫訳、現代企画室、2003年
- 『多様なるものの詩学序説』小野正嗣訳、以文社、2007年
- 『フォークナー、ミシシッピ』中村隆之訳、インスクリプト、2012年
- 『第四世紀』管啓次郎訳、インスクリプト、2019年
- 『ラマンタンの入江』立花英裕・工藤晋・廣田郷士訳、水声社、2019年。評論
- 『憤死』星埜守之訳、水声社、叢書フィクションの楽しみ、2020年
- 『マホガニー　私の最期の時』塚本昌則訳、水声社、叢書フィクションの楽しみ、2021年
- 『カリブ海序説』星埜守之・塚本昌則・中村隆之訳、インスクリプト、2024年

## 主な作品

### 小説
- La Lézarde.（『レザルド川』） (1958)
- Le Quatrième Siècle. (1964)
- Malemort. (1975).
- La Case du commandeur. (1981)
- Mahagony. (1987)
- Tout-Monde.  1993.
- Sartorius: le roman des Batoutos. 1999.
- Ormerod.  2003.

### 詩
- La Terre inquiète.  1955.
- Le Sel Noir.  1960.
- Les Indes, Un Champ d'îles, La Terre inquète.  1965.
- L'Intention poétique. (1969)  (Poétique II)
- Boises; histoire naturelle d'une aridité.  1979.
- Le Sel noir; Le Sang rivé; Boises.  1983.
- Pays rêvé, pays réel.  1985.
- Fastes.  1991.
- Poèmes complets. (Le Sang rivé; Un Champ d'îles; La Terre inquiète; Les Indes; Le Sel noir; Boises; Pays rêvé, pays réel; Fastes; Les Grands chaos).  1994.
- Le Monde incréé: Conte de ce que fut la Tragédie d'Askia; Parabole d'un Moulin de Martinique; La Folie Célat.  2000.

### エッセイ
- Soleil de la conscience. (1956)  (Poétique I)
- L’Intention poétique (1969) (Poétique II)
- Le Discours antillais. (1981)   1997.（『カリブ海序説』）
- Poétique de la Relation. (Poétique III)（『<関係>の詩学』）   1990.
- Discours de Glendon.  1990.
- Introduction à une poétique du divers.（『多様なるものの詩学序説』） (1995) 1996.
- Faulkner, Mississippi.  1998.
- Racisme blanc.  1998
- Traité du Tout-Monde. (Poétique IV)（『全－世界論』） 1997.
- La Cohée du Lamentin. (Poétique V)  2005.
- Ethnicité d'aujourd'hui  2005.
- Une nouvelle région du monde. (Esthétique I)  2006.
- Mémoires des esclavages (ドミニク・ガルゾー・ド・ビルパンによる序文).  2007.
- Quand les murs tombent.   2007.
- La terre magnétique : les errances de Rapa Nui, l'île de Pâques (Sylvie Sémaと).  2007.